# Кривенко, Яков Николаевич
 Яков Николаевич Кривенко  (1909—1992) — советский украинский железнодорожник, Герой Социалистического Труда, депутат Верховного Совета УССР 3-6-го созывов. Член ЦК КПУ в 1952—1971 годах.

## Биография
Родился в семье железнодорожника 4 ноября 1909 года[по какому календарю?] на станции Алексеевка Воронежской губернии. Отец работал кочегаром на водокачке. Со станции Алексеевка семья переехала в город Россошь.
В сентябре 1926 — апреле 1928 года работал киномехаником в клубе станции Россошь, затем — слесарем Россошского локомотивного депо Юго-Восточной железной дороги. В июне 1929 года был избран председателем участкового комитета профсоюза строителей. Член ВКП(б) с 1930 года.
В 1930—1935 годах учился в Ленинградском институте инженеров железнодорожного транспорта, где получил специальность инженера по эксплуатационной и грузовой работе.
В июне — декабре 1935 года — ревизор движения Кузнецкого отделения эксплуатации Томской железной дороги. В декабре 1935 — апреле 1937 г. — заместитель начальника станции Новокузнецк Томской железной дороги. В апреле — июле 1937 года — заместитель начальника технического отдела службы движения Томской железной дороги. В июле 1937 — мае 1938 г. — начальник технического отдела службы движения Томской железной дороги. С мая 1938 по август 1941 года — начальник службы движения, а с августа 1941 по октябрь 1942 года — заместитель начальника Томской железной дороги.
В октябре 1942 — ноябре 1944 г. — заместитель начальника Туркестано-Сибирской железной дороги. В ноябре 1944 — январе 1947 г. — заместитель начальника Северо-Донецкой железной дороги. С января 1947 по март 1948 года — заместитель начальника Донецкого округа железных дорог.
В марте 1948 — мае 1953 г. — начальник Северо-Донецкой железной дороги. В мае 1953 — мае 1968 г. — начальник Донецкой железной. В мае 1968 — апреле 1973 г. — начальник Одесско-Кишиневской железной дороги.
С апреля 1973 находился на пенсии, работал советником вице-министра по железнодорожному транспорту Министерства сахарной промышленности Республики Куба.
Умер в Одессе 18 мая 1992 года.

## Награды
- Герой Социалистического Труда (1.08.1959)
- Орден Ленина (1.08.1959)
- Два ордена Трудового Красного Знамени
- Орден Знак Почета
- медали